# Bobrowo
Bobrowo [bɔˈbrɔvɔ] (deutsch Bobrau) ist ein Dorf im Powiat Brodnicki der Woiwodschaft Kujawien-Pommern in Polen. Es ist Sitz der gleichnamigen Landgemeinde mit etwa 6400 Einwohnern.

## Geschichte
Die Geschichte Bobraus reicht über die Ordenszeit hinaus. Noch heute gibt es eine Schanze in der Nähe eines Sees, welche ein Indikator für das Alter des Dorfes ist. Die erste Erwähnung fand 1222 unter dem Namen „Bobrofh“ statt.
Die Kirche St. Jakob (Bobrowo) entstand im 14. Jahrhundert.

## Gemeinde
Zur Landgemeinde Bobrowo gehören 20 Dörfer mit einem Schulzenamt.